# Operação Hailstone
A Operação Hailstone (conhecido em japonês como em japonês:  トラック島空襲 Torakku-tō Kūshū, lit. "o ataque aéreo a Ilha Truk") foi uma maciça ofensiva aérea e terrestre lançada, entre 17-18 de fevereiro de 1944, durante a Segunda Guerra Mundial, pela marinha dos Estados Unidos contra as bases da marinha e aeronáutica dos japoneses em Truk, nas Ilhas Carolinas. O objetivo era neutralizar a grande base logística do Japão na área. Os americanos foram bem-sucedidos nisso.

## Consequências
Truk, como tantas outras bases japonesas, foi deixada para si mesma sem esperança de reabastecimento ou reforço. As forças do Exército que haviam chegado ao atol antes dos ataques dos EUA colocaram uma pressão crescente sobre os alimentos e suprimentos médicos disponíveis. A diminuição da munição até limitou a capacidade das baterias em terra de se defenderem de ataques intermitentes das forças aliadas, incluindo ataques experimentais de Boeing B-29 Superfortresss e ataques de aviões porta-aviões aliados.
As perdas em Truk foram severas. Cerca de 17 mil toneladas de combustível armazenado foram destruídas pelos ataques. As perdas marítimas totalizaram quase 200 000 toneladas, incluindo recursos preciosos em petroleiros de frota. Isto representou quase um décimo do total das perdas marítimas japonesas entre 1 de Novembro de 1943 e 30 de Junho de 1944. Além disso, o isolamento de toda essa área de operações por ataques submarinos e aéreos deu início ao corte efetivo das rotas marítimas japonesas entre as águas do império e o fornecimento crítico de combustível para o sul. O efeito final de tal desconexão foi visto mais tarde durante a Batalha do Golfo de Leyte, quando as forças da IJN tiveram que se separar do Japão e das Estradas de Lingga por causa de restrições de combustível. A neutralização de Truk e a tomada de Eniwetok abriram o caminho para a próxima invasão de Saipan, que pela primeira vez colocou bombardeiros pesados terrestres dos EUA ao alcance das ilhas japonesas.
O Japão começou a reconstruir Truk como uma base aérea de bombardeiros e aumentou suas defesas antiaéreas. Spruance enviou aviões porta-aviões novamente em 29 de abril e destruiu as defesas e bombardeiros estacionados nos aeroportos. As forças britânicas atacaram novamente em junho de 1945. Nenhum acúmulo naval significativo ocorreu em Truk após a Operação Hailstone.

Truk é conhecida hoje como um destino turístico para mergulhadores interessados em ver os muitos naufrágios deixados na lagoa, muitos dos quais foram afundados na Operação Hailstone.